# Biserica „Sfântul Nicolae” din Ursoaia
Biserica „Sf. Nicolae” este o biserică amplasată în Ursoaia, raionul Căușeni, Republica Moldova. Este un monument arhitectural de importanță națională inclus în Registrul monumentelor Republicii Moldova ocrotite de stat cu nr. 165 (raionul Căușeni). Datează din 1889.